# 함세웅
함세웅(咸世雄, 1942년 6월 28일 ~ )은 대한민국의 대학 교수, 작가, 사회운동가, 로마 가톨릭교회 신부이다.

## 생애
경성부에서 태어나 어릴 때 서울 용산구의 용산성당에 다니면서 로마 가톨릭교회에 입문하였다. 유년기에 겪은 한국 전쟁 중 전쟁의 참상을 목격한 것이 계기가 되어 성직자의 길을 걷게 되었다.
1960년에 가톨릭대학교에 입학하였고, 군 복무 후 1965년부터 1973년까지는 로마에서 유학 생활을 했다. 귀국한 뒤 서울 서대문구 연희동성당에 부임하였다.
1974년에 천주교 원주교구장 지학순 주교 등 각계 인사들이 민주화 운동을 하다가 대거 구속된 사건을 계기로 천주교정의구현전국사제단의 창립을 주관하고, 이후 민주화 운동에 뛰어들었다. 1974년의 민주회복국민선언과 1976년의 명동 3.1 민주 구국선언에 모두 참여하고 제4공화국에서 두 차례 투옥되었다. 1979년 10·26 사건 때도 수감 중이었다.
1987년 6월항쟁 때는 천주교 서울대교구 홍보국장으로 재직 중이었고, 가톨릭대학교 교수를 거쳐 장위동성당, 상도동성당, 제기동성당 주임신부를 지냈다.
2008년 한미 쇠고기 협상 내용에 대한 반대 시위에 대한 언론의 왜곡을 비판하면서 대통령 이명박의 경청을 요구하여, 촛불 시위에 대한 지지 의사를 표명한 바 있다.
2016년 10월 이석기 내란 선동 사건을 다룬 책인《이카로스의 감옥》 북 콘서트에서 함세웅은 "신학자들은 성경을 두고 하느님의 말씀이지만 진실을 추구하는 사람이 쓴다고 합니다. 성경이 나온 지 2천년이 넘게 지난 오늘에도 성경은 사람들의 삶 속에서 계속 써지고 있다고 하죠. 그렇게 볼 때 바로 이 책은 진실을 담은, 사람들의 목소리인 오늘날의 '성경'입니다."고 말했다.
2018년 9월 21일 tbs <장윤선의 이슈파이터>에 출연하여 남북 문제에 있어 통일보다 평화공존을 강조하였으며, 사제 서품 50주년을 맞은 함세웅은 2018년 10월 31일에 한인섭 서울대학교 교수가 2013년 함세웅 신부를 처음 만나서 함세웅이 살아온 시대의 역사를 기록한 대담집인 시대 증언집 『이 땅에 정의를』출판 기념회를 열었다. 이 자리에서 함세웅은 "큰 역사를 이룩할 때 이름 없이 희생하신 분들, 고통당하신 분들, 목숨 잃으신 분들을 마음에 품고 살고 싶다"고 하면서 "순국선열들, 희생자들, 고통 받으신 분들, 시대변화를 위해 남북의 평화공존을 마음속에 간직하며 아름다운 삶 잘 살았으면 좋겠다"고 했다.
김근태 의원의 동지이자 친구인 함세웅은 2018년 11월 17일에 광주광역시 의회 예산결산특별위원회 회의실에서 열린 광주한반도포럼 주최 김근태민주주의학교 첫번째 강좌인〈김근태 삶과 사상〉을 주제로 한 강연에서 "1980년 광주의 정신은 돈으로 보상되는 순간 순수성이 훼손됐다 (5.18 민주화 항쟁 왜곡 세력들이 피해자들의 명예를 훼손하고 민주화 항쟁 정신과 역사를 왜곡하는 과정에서 5.18 민주화 항쟁 희생자 및 유공자 명단 공개를 지속적으로 요구하고 있는 현재 상태를 정확히 예측하셨다고 볼 수 있다). 피해자와 가족들의 아픔을 진정으로 치유될 수 있게 해야 한다"고 하면서 "김근태 의장과 생전에 치유센터를 약속했고 실천했다"며 "독재정권하에서 국가폭력이 이뤄진 과거의 사태가 다시는 이 땅에서 있어서는 안 되고, 더 나은 새로운 민주주의를 만들어 가야 한다”고 했다.
한편, 개그맨 서세원의 두 번째 영화 연출작 《도마 안중근》자문에 참여했으며 이 때문에 본인(함세웅)이 제 9회 만해대상 실천부문 수상의 영예를 안았을 당시 서세원이 시상식장에 참석하여 눈길을 끌었다.

## 경력
- 1973년 7월 ~ 1973년 12월 천주교 연희동성당 보좌신부
- 1974년 ~ 1992년 가톨릭대학교 신학과 교수
- 1974년 천주교 정의구현전국사제단 창립
- 1975년 천주교 정의평화위원회 인권위원장
- 1978년 천주교 한강성당 주임신부
- 1989년 3월 평화방송 사장
- 1991년 민족문제연구소 지도위원
- 1993년 7월 민족화해와 통일을 위한 종교인협의회 공동대표
- 1993년 7월 민족문제연구소 후원회장
- 1998년 12월 민주개혁국민연합 상임대표
- 1999년 3월 국민정치연구회 상임대표
- 2004년 10월 민주화운동기념사업회 이사장
- 2008년 천주교 청구성당 주임신부
- 2008년 천주교 정의구현전국사제단 고문
- 2008년 안중근 의사 기념사업회 이사장
- 2008년 기쁨과희망사목연구원 원장
- 2013년 2월 제4대 민족문제연구소 이사장
- 2017년 4월 항일독립운동가단체연합회 회장

## 학력
- 1960년 ~ 1965년 가톨릭대학교 학사
- 1965년 ~ 1968년 우르바노대학교 대학원 신학 석사
- 1968년 ~ 1973년 그레고리안대학교 대학원 신학 박사

## 저서
- 《해방신학의 올바른 이해》 함세웅 외, 분도출판사[13] 링크
- 《삶》(1984년 10월 1일, 제삼기획)[14]
- 《약자의 벗 약자의 하느님》(1988년 12월 1일, 성바오로출판사)
- 《말씀이 몽치가 되어》(1989년 12월 1일 바오로딸)
- 《불을 지르러 오신 예수》(1990년 11월 1일, 바오로딸)
- 《칼을 주러 오신 예수》(1993년 8월 1일 성바오로출판사)
- 《멍에와 십자가 - 교회의 사회비판적 기능》(1993년 10월 1일 빛두레)
- 《왜 사제인가》(1999년 7월 15일 생활성서사)
- 《심장에 남는 사람들》(2011년 6월 13일 빛두레)
- 《곽노현 버리기 보수의 공격, 진영의 배반, 외로운 투쟁》(2012년 7월 2일 책보세, 공저)
- 《껍데기는 가라 - 정의구현사제단 함세웅 신부와의 대화》 (손석춘과 공저, 알마, 2012 ISBN 978-89-94963-43-3
- 《세상을 품은 영성 - 제2차 바티칸공의회 사목헌장 해설서》ISBN 9788991384064
- 《악마 기자 정의 사제 - 함세웅 주진우의 '속 시원한 현대사'》(2016년 10월 6일 시사IN북 주진우 공저)ISBN 9788994973234
- 《이 땅에 정의를 - 함세웅 신부의 시대 증언》(2018년 8월 30일 창비, 시 모음)

## 공연
- 2016년 10월 29일 악마기자 정의 사제 으뜸가수
- 2017년 2월 12일 함세웅, 주진우 토크콘서트

## 같이 보기
| - 해방신학 - 한국 전쟁 - 천주교정의구현전국사제단 - 6·15공동선언실천 남측위원회 - 민족문제연구소 - 한미 쇠고기 협상 내용에 대한 반대 시위 - 참여 정부 - 성염 - 김병상 - 문규현 - 문정현 - 김수환 - 강원용 - 문익환 | - 문동환 - 임수경 - 계훈제 - 김대중 - 김영삼 - 윤보선 - 장준하 - 장면 - 지학순 - 최기일 - 함석헌 - 현영학 - 손석춘 | - 대한민국의 시민운동 - 노무현 - 박정희 - 이명박 |